# Eukalyptussvala
Eukalyptussvala (Petrochelidon nigricans) är en fågel i familjen svalor inom ordningen tättingar.

## Utseende och läte
Eukalyptussvalan är en liten svala med mörk ovansida, ljus undersida, gråaktig övergump och kluven stjärt. Lätet är ett behagligt kvittrande, olikt arielsvalans strävare ljud. Den senare har dessutom ljusare övergump och rostfärgad hjässa.

## Utbredning och systematik
Eukalyptussvala delas upp i tre underarter med följande utbredning:
- P. n. timoriensis – förekommer på Små Sundaöarna (Timor, Alor och Flores)
- P. n. nigricans – södra Nya Guinea samt på Tasmanien, King Island och Flinders Island
- P. n. neglecta – trädbevuxna områden i Australien och på öar i Torres sund

## Status
Arten har ett stort utbredningsområde och beståndet anses vara stabilt. Internationella naturvårdsunionen IUCN listar den därför som livskraftig (LC).